# Oedothorax fuscus
Oedothorax fuscus là một loài nhện trong họ Linyphiidae. Chúng được John Blackwall miêu tả năm 1834.

## Hình ảnh